# Obermainbach
Obermainbach (fränkisch: Ohwamahmba) ist ein Gemeindeteil der kreisfreien Stadt Schwabach (Mittelfranken, Bayern). Obermainbach liegt in der Gemarkung Ottersdorf.

## Geographische Lage
Unmittelbar südlich des Dorfes fließt der Mainbach. Im Norden erhebt sich der Weinberg im Waldgebiet Maisenlach, 1 km südwestlich erhebt sich der Erlberg (401 m ü. NHN). Die Staatsstraße 2224 führt über Uigenau nach Schwabach zur Bundesstraße 466 (2,5 km nördlich) bzw. nach Ottersdorf (1,3 km südöstlich). Gemeindeverbindungsstraßen führen nach Haag zur B 466 (2,7 km westlich) und nach Weihersmühle (1,2 km östlich).

## Geschichte
1313 wurde der Ort als „Meydbach“ erstmals urkundlich erwähnt, 1530 als „Obern Maipach“. Die Bedeutung des ursprünglichen Gewässernamens ist unklar. Ursprünglich bestand der Ort aus vier Höfen. 1623 unterstanden die meisten Anwesen Nürnberger Patriziern (von Imhoff, von Förster u. a.), der Rest der Familie Linck aus Schwabach. 1732 gab es im Ort laut den Vetter’schen Oberamtsbeschreibungen acht Anwesen: ein Anwesen unterstand dem Kastenamt Schwabach, zwei Anwesen dem Reichen Almosen der Reichsstadt Nürnberg und fünf Anwesen Nürnberger Eigenherren (von Imhoff: zwei, von Förster: drei).
Gegen Ende des 18. Jahrhunderts gab es in Obermainbach neun Anwesen und ein Gemeindehirtenhaus. Das Hochgericht übte das brandenburg-ansbachische Oberamt Schwabach aus. Die Dorf- und Gemeindeherrschaft hatte das Kastenamt Schwabach. Grundherren waren das Kastenamt Schwabach (1 Gütlein), die Reichsstadt Nürnberg (Amt St. Katharina: 1 Halbhof; Landesalmosenamt: 1 Ganzhof, 1 Halbhof) und Nürnberger Eigenherren (von Imhoff: 2 Halbhöfe; von Örtel: 1 Ganzhof, 1 Halbhof, 1 Köblergut). 1802 gab es im Ort acht Anwesen, wovon einer dem Kammeramt Schwabach unterstand und sieben nürnbergisch waren.
Im Rahmen des Gemeindeedikts wurde 1808 Obermainbach dem Steuerdistrikt Rednitzhembach und der 1818 gebildeten Ruralgemeinde Ottersdorf zugeordnet. Am 1. Januar 1972 wurde Ottersdorf im Zuge der Gebietsreform in Bayern nach Schwabach eingegliedert.

## Einwohnerentwicklung
| Jahr      | 001818 | 001840 | 001861 | 001871 | 001885 | 001900 | 001925 | 001950 | 001961 | 001970 | 001987 | 002017 | 002020 |
| Einwohner | 84     | 87     | 83     | 93     | 109    | 87     | 86     | 121    | 115    | 131    | 146    | 152    | 152    |
| Häuser    | 14     | 14     |        |        | 19     | 20     | 19     | 21     | 22     |        | 38     |        |        |
| Quelle    | [ 14 ] | [ 15 ] | [ 16 ] | [ 17 ] | [ 18 ] | [ 19 ] | [ 20 ] | [ 21 ] | [ 22 ] | [ 23 ] | [ 24 ] | [ 25 ] | [ 1 ]  |

## Religion
Der Ort ist seit der Reformation evangelisch-lutherisch geprägt und bis heute nach St. Willibald (Büchenbach) gepfarrt. Die Katholiken sind  nach St. Sebald (Schwabach) gepfarrt.